# Christfrid Ganander

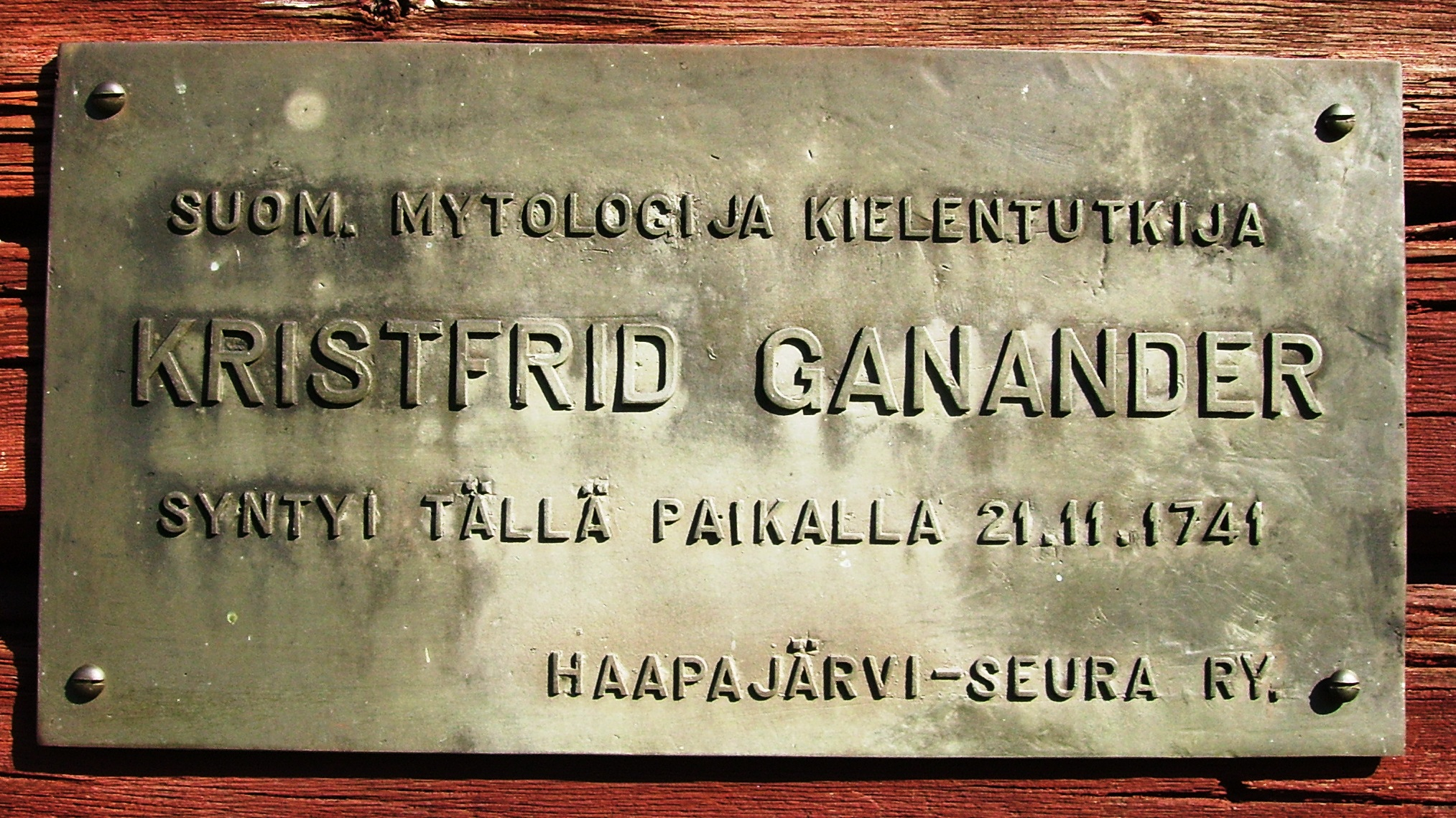
Plakat på Cristfrid Gananders födelsehem i Haapajärvi.

Christfrid Ganander, även Kristfrid Ganander, född 11 november 1741 i Haapajärvi, död 17 februari 1790 i Rantsila, var en finländsk präst, folklorist och lexikograf.
Ganander inspirerades under studietiden i Åbo av Henrik Gabriel Porthan till litterär verksamhet på finska språket. Han samlade in folkdikter, utgav en samling finska gåtor år 1783 och Mythologia Fennica (1789), vilket är en samling alfabetiskt ordnade uppgifter på svenska om den finska och samiska mytologin, tänkt som en bilaga till hans färdigställda men aldrig tryckta Nytt finskt lexikon. Detta verk är viktigt för den finska språkforskningen. Även Elias Lönnrot fann verket av betydelse och fortsatte på så vis Gananders livsverk. 
Ganander tjänstgjorde från 1775 som kapellan i Rantsila.